# Xanthopimpla clavata
Xanthopimpla clavata là một loài tò vò trong họ Ichneumonidae.